# Sandbiano

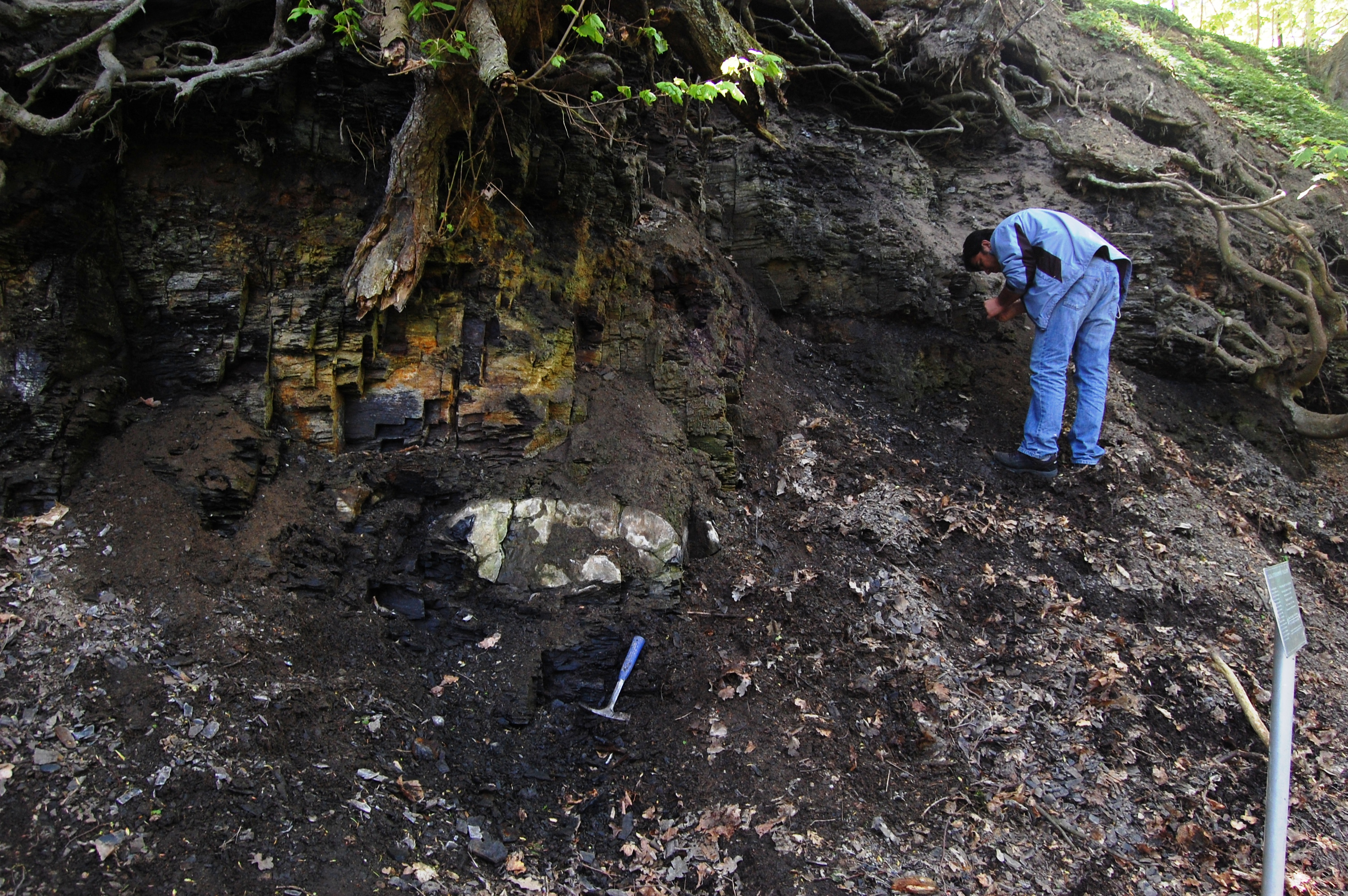
Gli affioramenti identificati come GSSP del Sandbiano in Svezia.

Nella scala dei tempi geologici, il Sandbiano rappresenta il primo dei tre piani o età in cui è suddiviso l'Ordoviciano superiore, la seconda epoca dell'intero periodo Ordoviciano, che a sua volta è il secondo dei sei periodi in cui è suddivisa l'era del Paleozoico. 
È compreso tra 460,9 ± 1,6 e 455,8 ± 1,6 milioni di anni fa (Ma), preceduto dal Darriwiliano e seguito dal Katiano.

## Etimologia
Il nome del Sandbiano deriva dal villaggio svedese di Södra Sandby, e fu proposto nel 2006 da un gruppo di studiosi che faceva capo a Stig Bergström.

## Definizioni stratigrafiche e GSSP
La base del Sandbiano è definita dalla prima comparsa negli orizzonti stratigrafici dei graptoliti della specie Nemagraptus gracilis. 
Il limite superiore è fissato dalla prima comparsa dei graptoliti della specie Diplacanthograptus caudatus.

### GSSP
Il GSSP, il profilo stratigrafico di riferimento della Commissione Internazionale di Stratigrafia, è stato identificato in quattro affioramenti naturali lungo il corso del fiume Sularp presso Fågelsång, otto km a est del centro di Lund e 1,5 km a ovest di Södra Sandby, nella provincia della Scania, nell'estrema parte sud della Svezia.